# 15438 Joegotobed
15438 Joegotobed este un asteroid din centura principală de asteroizi.

## Descriere
15438 Joegotobed este un asteroid din centura principală de asteroizi. A fost descoperit pe 17 noiembrie 1998 în cadrul proiectului CSS. Asteroidul prezintă o orbită caracterizată de o semiaxă mare de 2,64 ua, o excentricitate de 0,17 și o înclinație de 34,0° în raport cu ecliptica.